# Ґровер Джонс
Ґровер Джонс (англ. Grover Jones; 15 листопада 1893 — 24 вересня 1940) — американський сценарист і режисер. Він написав понад 104 сценаріїв для фільмів в період між 1920 і 1940 роками. Ґровер також був новелістом. Він народився у місті Росдейл, штат Індіана, виріс в Терре-Хот, і помер у Голлівуді, штат Каліфорнія.

## Вибрана фільмографія
- 1925: Прокляття! / Curses!
- 1925: Сталевий мул / The Iron Mule
- 1930: Любов серед мільйонерів / Love Among the Millionaires
- 1930: Ізгой / Derelict
- 1930: Том Сойєр / Tom Sawyer
- 1931: Гекльберрі Фінн / Huckleberry Finn
- 1932: Небесна наречена / Sky Bride
- 1932: Леді та джентльмен / Lady and Gent
- 1936: Молочний шлях / The Milky Way